# Philippe Gillès
Pour les articles homonymes, voir Gillès.
Philippe-Arnould-Louis-Joseph Gillès de s'Gravenwezel, né le 19 juin 1796 à Anvers et mort le 30 novembre 1874 à 's-Gravenwezel, est un homme politique belge. 

## Biographie
Issu de la famille Gillès de Pélichy et de Gillès, Philippe Gillès de s'Gravenwezel est le fils du chevalier Louis-Michel Gillès et de Jeanne Pétronille de Pret de Calesberg.
Il est le frère de Louis Gillès de Pélichy, le beau-frère de François de Robiano et le grand-oncle de Charles Gillès de Pélichy.

### Mandats
- Conseiller communal de 's-Gravenwezel : 1830-1874
- Bourgmestre de 's-Gravenwezel : 1830-1874
- Conseiller provincial d'Anvers : 1842-1848
- Sénateur : 1848-1867

### Mariages
Il épousa à Bruxelles le 23 avril 1819 Josèphe-Marie de Roose de Baisy (1798-1850), fille de Charles de Roose de Baisy (nl) et de Henriette de Visscher de Celles. Elle lui apporta le château de s'Gravenwezel et était la nièce de Antoine Philippe de Visscher de Celles.  
Devenu veuf, il se remaria en 1853 avec Louise Jeanne de Brouchoven de Bergeyck (1804-1887).  
Il n'eut pas d'enfant de ces deux mariages.

## Sources
- Jean-Luc De Paepe, Christiane Raindorf-Gérard, Le Parlement belge 1831-1894. Données biographiques, 1996. - XXXVII, 645 p.
- Baron Charles Gillès de Pélichy, Album de famille, 1949, p. 223-225.
- Baudouin d'Hoore, Iconographie de la famille Gillès de Pélichy, 2012, Bruxelles, pages 66-77.

- Ressource relative à plusieurs domaines :   - ODIS